# Tokyo Disneyland
Tokyo Disneyland (東京ディズニーランド?, Tōkyō Dizuniirando) è il primo parco divertimenti aperto in Asia dalla Disney ed è stato inaugurato il 15 aprile del 1983 come primo parco all'interno del Tokyo Disney Resort a Urayasu, Chiba, in Giappone, ad est di Tokyo.
Il parco costituisce un impulso turistico non indifferente alla capitale ed è inoltre in assoluto uno dei più grandi parchi divertimento sul pianeta. Nel 2013, Tokyo Disneyland ha ospitato 17,2 milioni di visitatori, diventando così il secondo parco a tema più visitato al mondo, dopo Walt Disney World di Orlando, in Florida mentre nel 2019 si riconferma ancora come uno dei parchi più visitati, diventando il terzo parco più visitato al mondo con oltre 17,9 milioni.
Il castello simbolo del parco è la copia esatta di quello di Disneyworld, in Florida. Il parco è uno dei due parchi Disney a non avere una classica "Main Street" all'ingresso (insieme a Shanghai Disney Resort) bensì una copia in tono minore posta sotto un enorme edificio al coperto, denominata "World Bazar". Questo espediente è stato necessario per riparare almeno una parte del parco dai lunghi e rigidissimi inverni di Tokyo.

## Storia
Tokyo Disneyland aprì il 15 aprile 1983. Prima che i cancelli aprissero, il presidente dell'Oriental Land Company di quel tempo, Masatomo Takahaschi, e il presidente amministrativo della Walt Disney Company, E. Cardon Walker, tagliarono il nastro insieme a Topolino e agli altri personaggi Disney. I cancelli dell'entrata principale furono aperti e circa 3000 visitatori entrarono nel parco e Mr. Takahashi li accolse su una piattaforma piazzata nel World Bazaar, dichiarando: "Oggi, 15 aprile del 1983 dichiaro aperto Tokyo Disneyland!".
Sin dal primo anno Tokyo Disneyland ha attirato un gran numero di visitatori, il 2 aprile 1984 ha dato il benvenuto al suo decimilionesimo visitatore. L'anno seguente, segnato dall'introduzione della parata notturna "Tokyo Disneyland Electrical Parade", ha visto crescere ancora di più la frequenza di visite. L'aumento non fu da attribuire solo alla nuova parata, ma anche all'Expo '85 di Tsukuba. Dal momento in cui si cominciavano a vedere buoni guadagni (marzo 1987), si diede il via a un nuovo piano di investimenti. Era un periodo di crescita per il parco e per aumentare la frequenza furono introdotte nuove attrazioni tra cui: Big Thunder Mountain (1987), Star Tours (1989) e Splash Mountain (1992), tutte attrazioni che riscuotono ancora molto successo. La frequenza annuale dei visitatori continuò a crescere, in parte grazie al boom economico che ci fu in Giappone, e si decise di espandere quella che era un'attrazione in un'intera area tematica: Splash Mountain diventava così la principale attrazione di Critter Country.
Alla conferenza stampa tenutasi il 15 aprile del 1988 in occasione del 5º anniversario, si annunciò la volontà di aprire un secondo Parco a tema: Tokyo DisneySea.

## Chiusure straordinarie
Per la prima volta dall'apertura, Tokyo Disneyland e Tokyo DisneySea hanno chiuso al pubblico dal 12 marzo 2011 fino a tempo indeterminato a seguito del disastroso terremoto della regione di Tōhoku. Il 15 aprile 2011, in occasione del 28º compleanno del parco, venne riaperto, dopo 34 giorni di chiusura, uno solo dei due parchi, ovvero il parco Disneyland. Il parco DisneySea venne riaperto invece il 28 aprile.
Il 29 febbraio 2020 entrambi i parchi hanno chiuso a causa delle preoccupazioni legate ai contagi dovuti alla pandemia di Covid19. Entrambi i parchi hanno riaperto il 1º luglio 2020 sotto stretti controlli sanitari e con una capienza ridotta.

## Aree a tema del parco

Aree a tema del parco
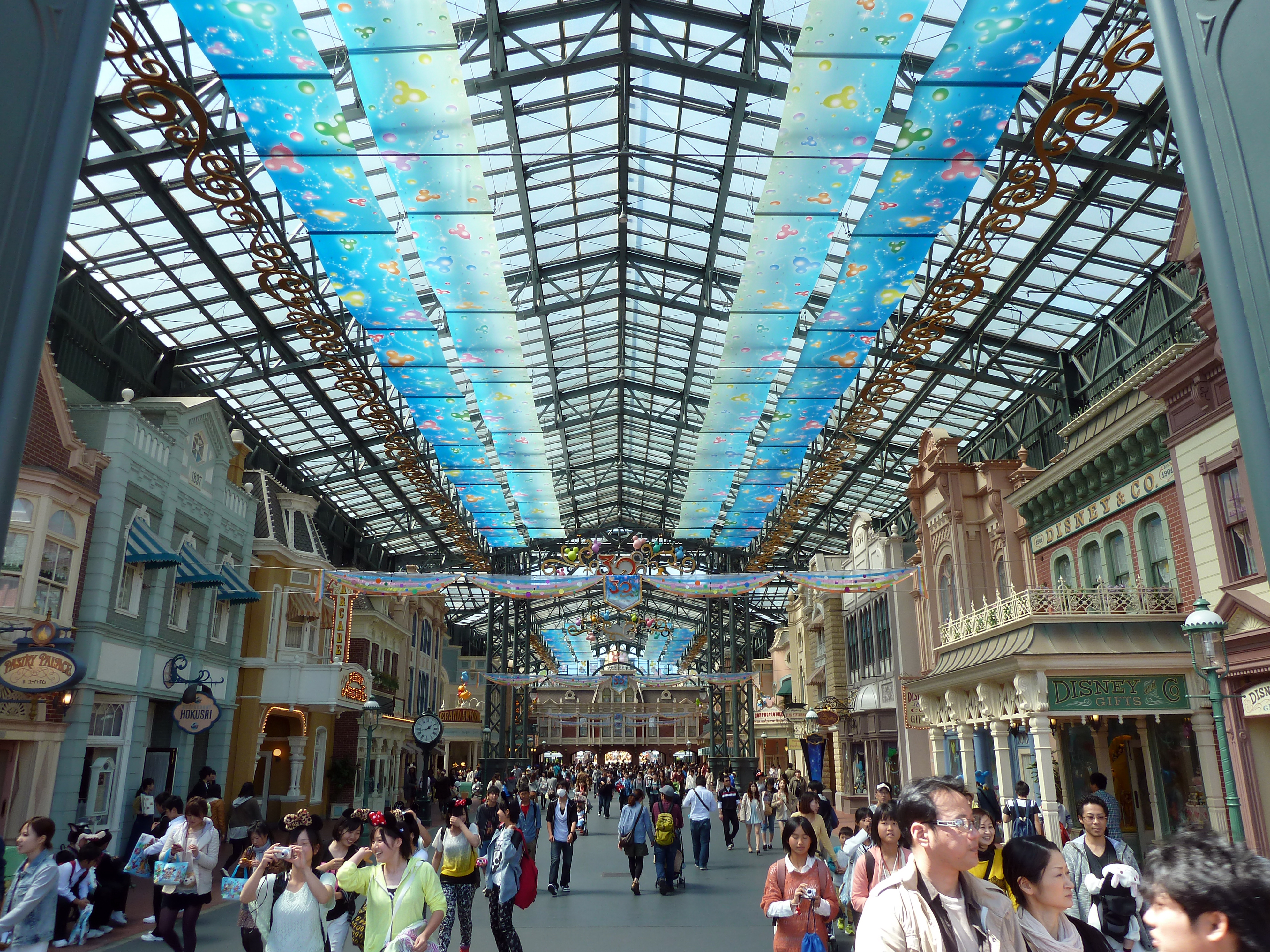
World Bazaar
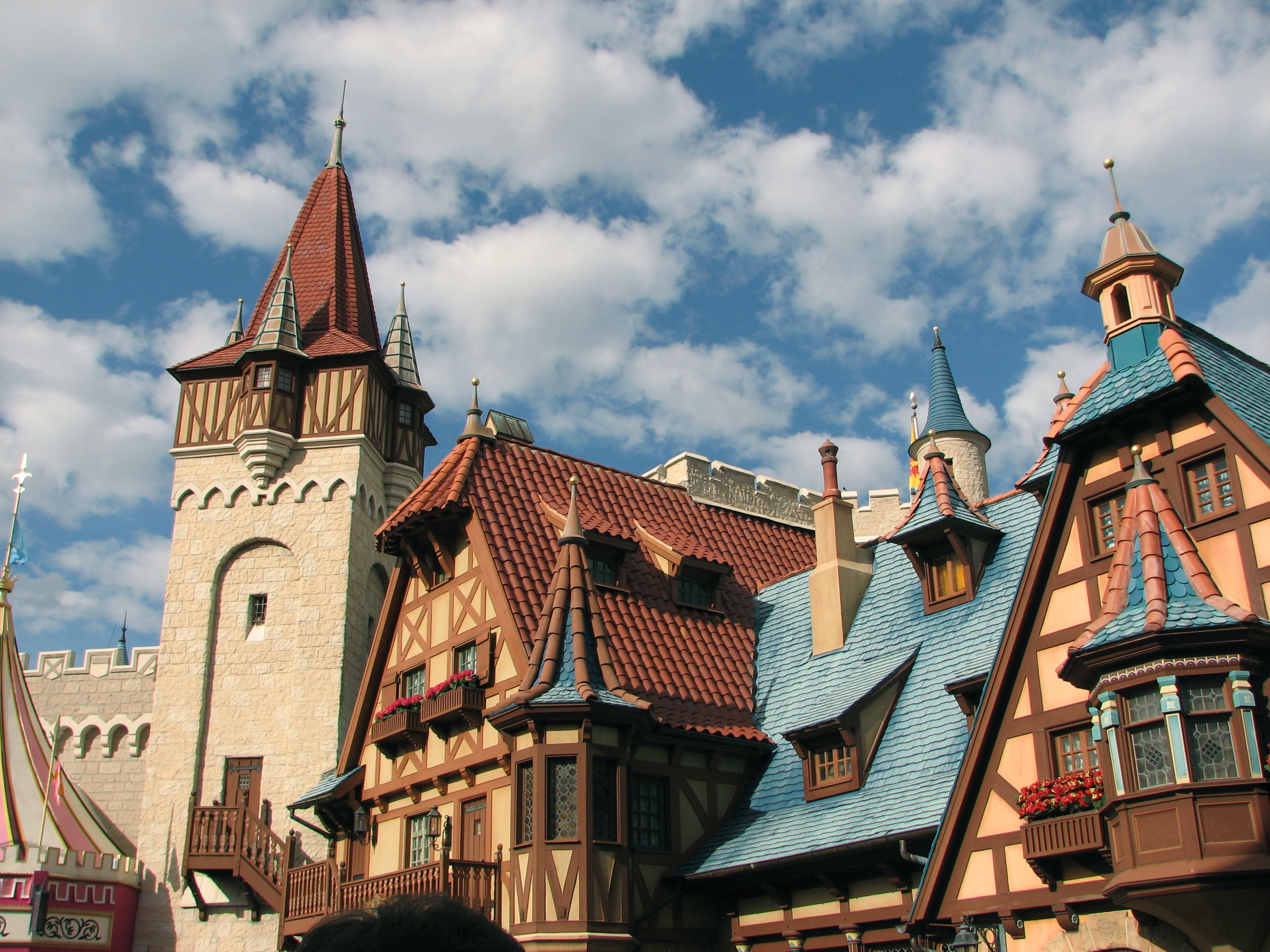
Fantasyland
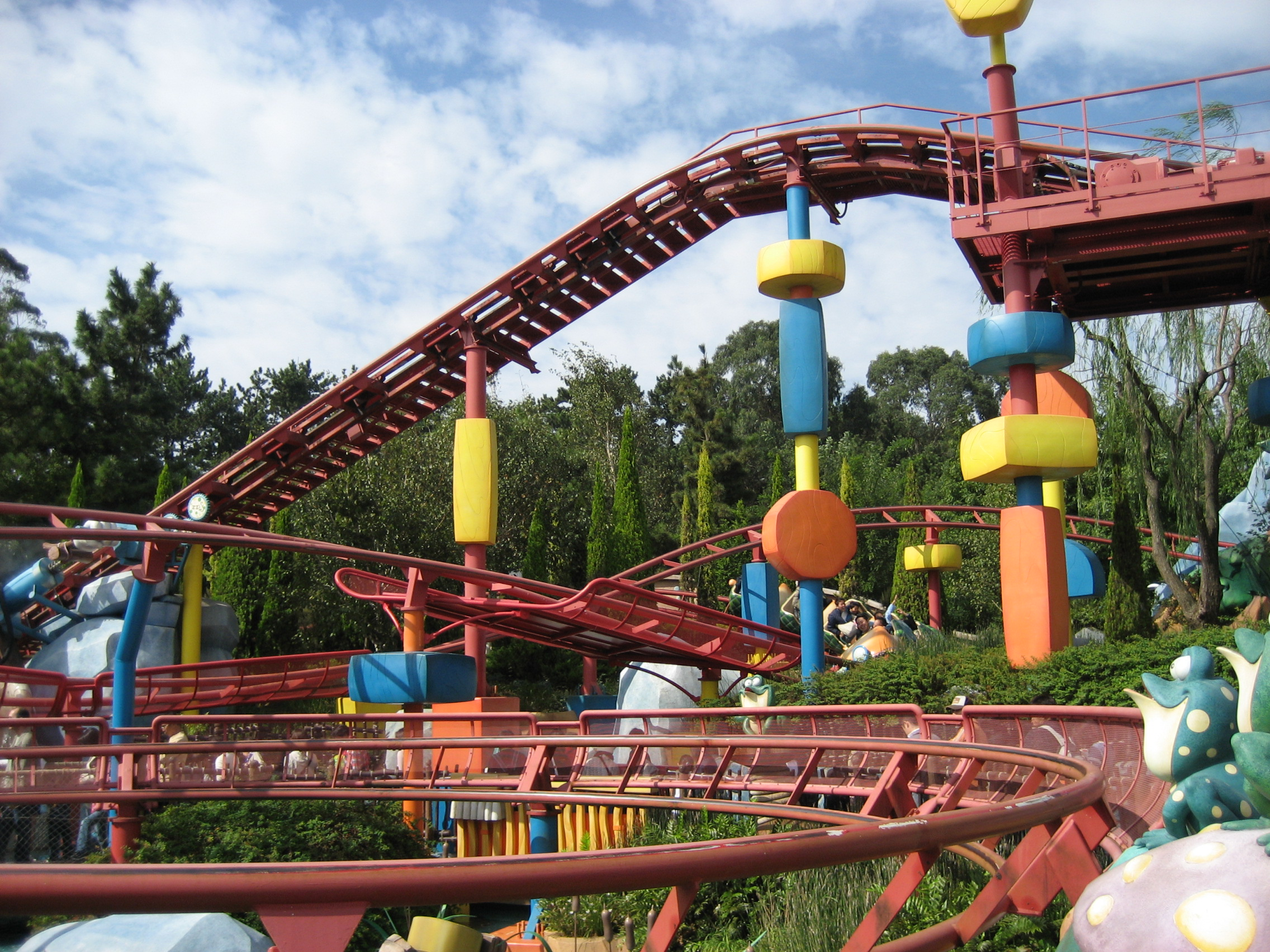
Toontown
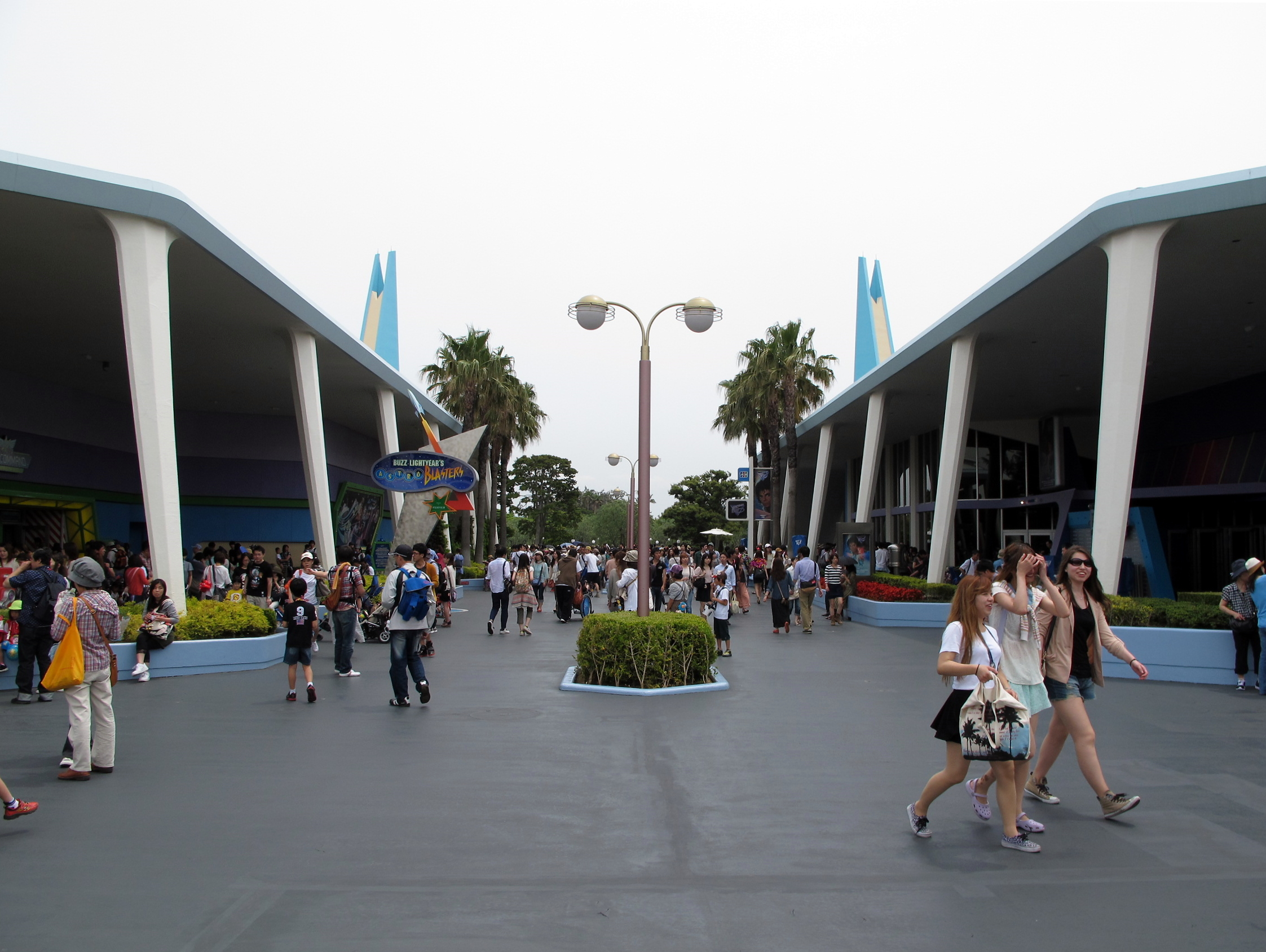
Tomorrowland
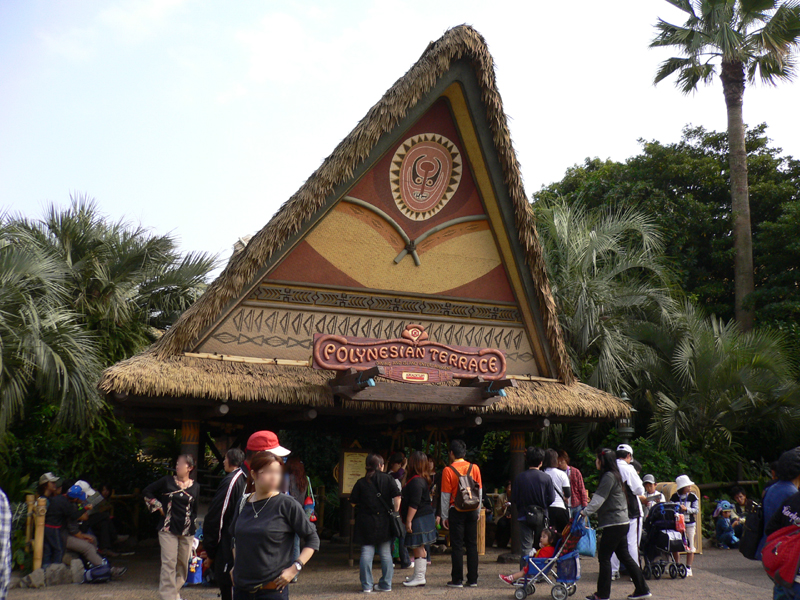
Adventureland
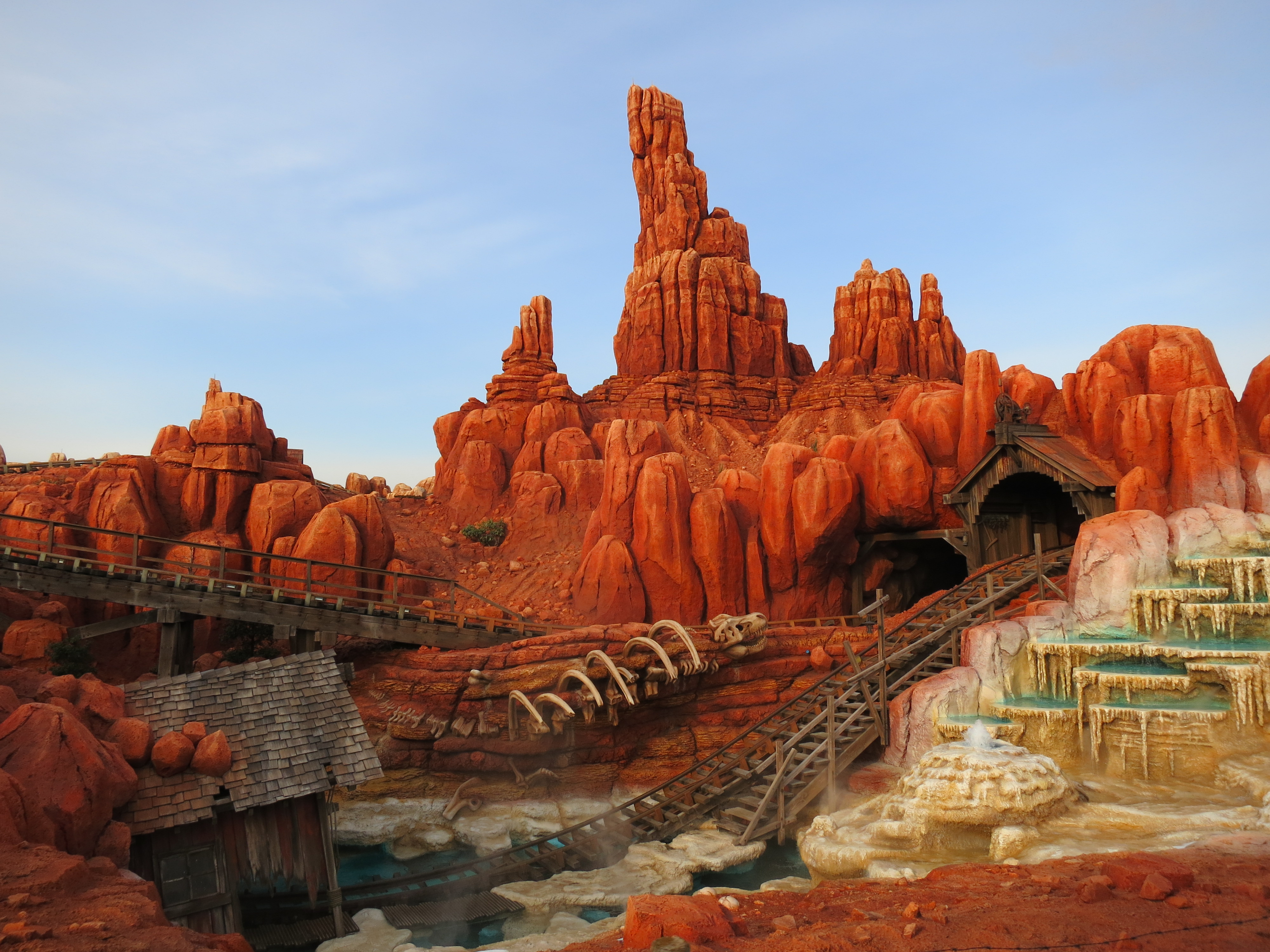
Westernland
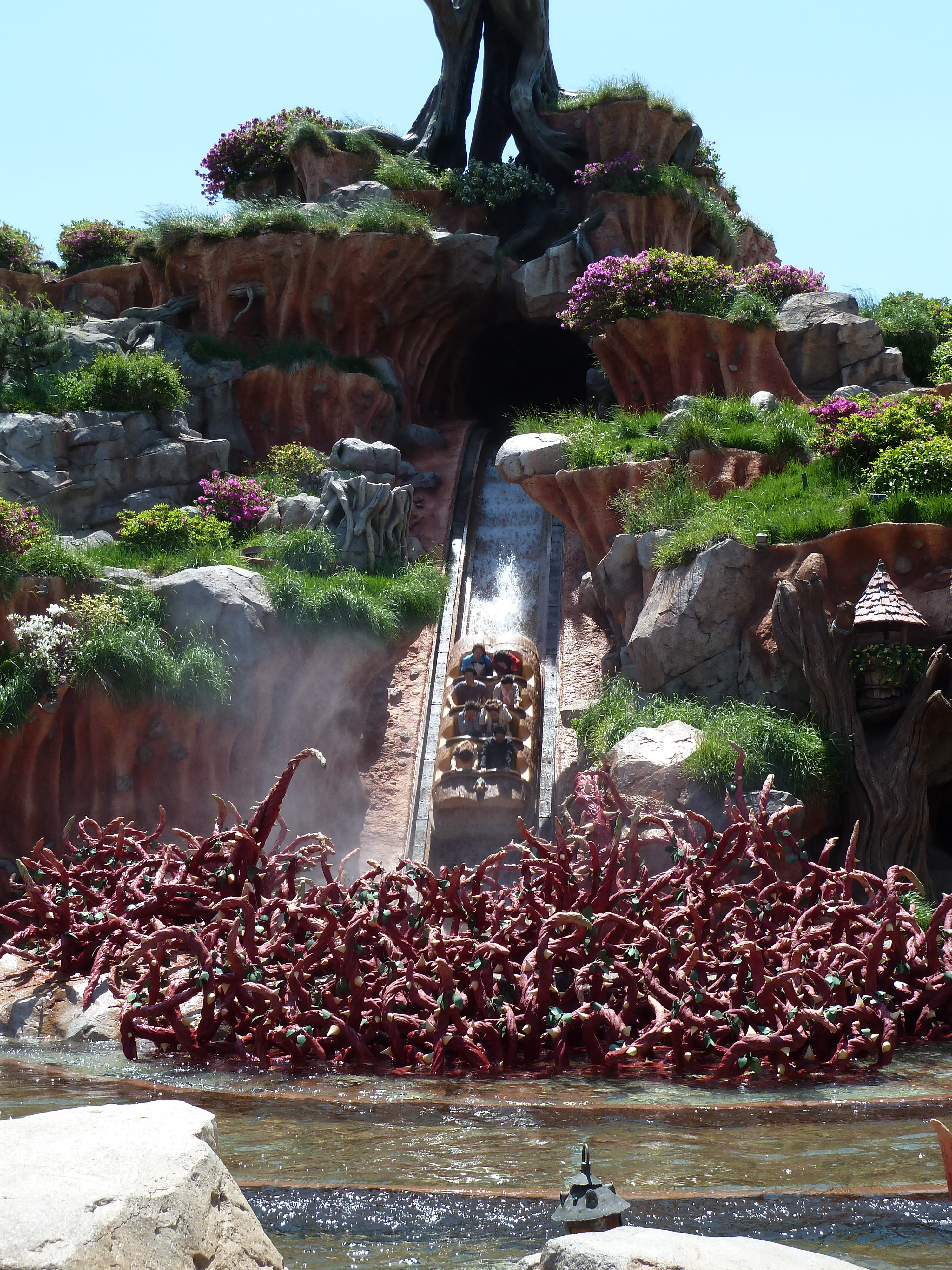
Critter Country

- World Bazaar: invece che la classica Main Street U.S.A. il parco ha una grande area commerciale dentro ad un immenso edificio al coperto.
- Fantasyland: è l'area ispirata al mondo della fantasia e delle fiabe Disney come Biancaneve, Dumbo e tutta la banda Disney.Li si trova l'attrazione di it's a small word
- ToonTown: è un'ipotetica città dei cartoni dove abitano tutti i personaggi Disney ispirata al film Chi ha incastrato Roger Rabbit? (1988).
- Tomorrowland: questa land è ispirata al futuro e alla conquista dello spazio su cui si ergono le Space Mountain.
- Adventureland: quest'area è una combinazione delle aree di New Orleans Square del Disneyland originale e delle Adventureland degli altri parchi Disneyland. Qui si trova l'attrazione dei Pirati dei Caraibi.
- Westernland: è un'area a tema "vecchio west", la controparte di Frontierland in altri parchi in stile Magic Kingdom. Il paesaggio dell'Occidente è dominato dai Fiumi d'America, una via d'acqua artificiale che ospita il Mark Twain Riverboat, la Tom Sawyer Island e numerosi animali vivi e altri animatronici. Qui si trovano le Big Thunder Mountain.
- Critter Country: è l'area ispirata alle favole di Fratel Coniglietto e i suoi amici. Qui si trovano le Splash Mountain.

## Attrazioni
Il parco Tokyo Disneyland ospita le seguenti attrazioni:

### Fantasyland
- Winnie the Pooh Adventure (Pooh's Hunny Hunt): una delle attrazioni più sofisticate al mondo. Il veicolo non è su rotaia, come nelle versioni di California e Florida, ma guidato da un sistema di localizzazione simile al GPS, senza rotaie, su di un percorso completamente liscio.
- It's a Small World: una delle attrazioni più visitate del parco
- Haunted Mansion. La Haunted Mansion giapponese è l'unica casa stregata Disney a trovarsi a Fantasyland. Questo perché i giapponesi identificano i fantasmi e le streghe non come mondo "horror" ma "fantasy".

### Tomorrowland
- Space Mountain
- Star Tours - The Adventures Continue

#### Attrazioni dismesse
- Captain EO: attrazione che mostrava un cortometraggio musicale in 4D diretto da Francis Ford Coppola e prodotto da George Lucas con protagonista Michael Jackson. Chiuso il 30 giugno 2014.[11]

### Adventureland
- Pirates of the Caribbean
- Jungle Cruise

### Critter Country
- Splash Mountain

### Westernland
- Big Thunder Mountain